# Diocèse d'Alife-Caiazzo
Le diocèse d'Alife-Caiazzo (en latin : Diœcesis Aliphana-Caiacensis o Caiatina ; en italien : Diocesi di Alife-Caiazzo) est un diocèse de l'Église catholique en Italie, suffragant de l'archidiocèse de Naples et appartenant à la région ecclésiastique de Campanie.

## Territoire
Il est situé dans une partie de la province de Caserte, l'autre partie de cette province étant partagé par l'archidiocèse de Capoue
et les diocèses d'Isernia-Venafro, de Teano-Calvi, de Cerreto Sannita-Telese-Sant'Agata de' Goti, de Caserte, d'Aversa, de Sessa Aurunca, et de Sora-Cassino-Aquino-Pontecorvo. Il possède un territoire qui couvre une superficie de 580 km2 divisé en 44 paroisses regroupées en 5 archidiaconés. L'évêché est dans la ville d'Alife où se trouve la cathédrale del'Assomption. La cathédrale de Caiazzo est cocathédrale depuis la fusion en 1986 des diocèses d'Alife et de Caiazzo.

## Histoire
Le diocèse actuel est fondé par le décret Instantibus votis de la congrégation pour les évêques du 30 septembre 1986 avec l'union du diocèse d'Alife documenté depuis la fin du Ve siècle et Caiazzo, établi au Xe siècle

### Diocèse d'Alife
Les origines du diocèse sont incertaines. Selon la tradition, il est fondé par l'apôtre saint Pierre. La première mention du diocèse est la présence de l'évêque Claro au concile de Rome organisé par le pape Symmaque en 499, où des règles sont établies pour l'élection de l'évêque de Rome après la double élection de Symmaque et de Laurent à l'automne précédent. On identifie ce Claro avec l'évêque du même nom, mais sans indiquer le lieu d'appartenance, qui prend part au concile célébré par le pape Gélase Ier le 13 mai 495. Une ancienne épigraphe funéraire porte le nom de l'évêque Severus ; la date est incertaine, avec une période comprise entre la fin du IVe siècle et la fin du Ve siècle est proposée. Après ces deux évêques, il n’y a plus de documents sur les évêques d'Alife pendant près de cinq siècles. En 876, une incursion de sarrasins détruit toute la ville, y compris l’ancienne cathédrale.
Le diocèse d'Alife est documenté à nouveau à partir de la seconde moitié du Xe siècle. Par la bulle Cum Certum du pape Jean XIII du 26 mai 969, le pontife érige l'archidiocèse de Bénévent en siège métropolitain et accorde à l'évêque Landolfo I le droit de consacrer ses évêques suffragants, y compris celui d'Alife. Le premier évêque connu de cette seconde phase de la vie du diocèse est Paul, documenté de 982 à 985. Dans la crypte de la nouvelle cathédrale, diverses épigraphes probablement déplacées de l'ancienne église, avec les noms des évêques du début du XIe siècle. Dans la seconde moitié du siècle, la famille Quarrel-Drengot conquiert le territoire d'Alife et l’évêché acquiert une importance considérable. En 1131, Rainolf d'Alife, comte d'Alife, Caiazzo et Sant'Agata de 'Goti, obtient de l'antipape Anaclet II les reliques de saint Sixte Ier, pape et martyr qui devient plus tard protecteur de la ville et du diocèse. On donne son nom à la cathédrale, qui au cours des siècles subit de nombreuses transformations et reconstructions et qui est actuellement dédiée à l'Assomption de Marie.
À partir du XVIe siècle, la ville d'Alife connaît une période de déclin due au premier tremblement de terre de 1456, puis à la destruction de la ville par les troupes espagnoles de Philippe II en 1561 ; pour ces raisons, les évêques commencent à résider de plus en plus à Piedimonte d'Alife, à partir de Diego Gilberto Nogueras (1561-1566). Après le concile de Trente, les évêques tentent d'appliquer les décrets de réforme dans le diocèse, mais ces tentatives se heurtent aux privilèges acquis par le clergé et aux intérêts des seigneurs locaux. Les affrontements sont toujours fréquents et parfois dramatiques, comme dans le cas de l’évêque Domenico Caracciolo, abattu dans la nuit du 14 au 15 octobre 1675. L'évêque Pietro Paolo de 'Medici (1639-1656) s'engage dans la formation du clergé et dans la catéchèse des fidèles, il s'illustre également dans la première partie du XVIIe siècle par des œuvres de construction et d'assistance sociale. Le 10 juin 1651, il fonde le séminaire diocésain de Castello d'Alife, grâce à l'héritage d'un généreux bienfaiteur ; par la suite, l'évêque Giuseppe de Lazzara (1676-1702) le transfère au siège actuel de Piedimonte.
Le 27 juin 1818, le pape Pie VII supprime le diocèse d'Alife par la bulle De utiliori, unissant son territoire de celui du diocèse de Telese ; le diocèse d'Alife est toutefois restauré le 14 décembre 1820 avec la bulle Adorandi du même pape, qui l'unit aeque principaliter au diocèse de Telese ; l'union ne prend effet qu'à la mort de l'évêque Emilio Gentile le 24 février 1822. Le 6 juillet 1852, l'union avec Telese se termine sous la bulle Compertum nobis du pape Pie IX. Gennaro Di Giacomo, établit son siège à Piedimonte comme l'avaient fait leurs prédécesseurs. Di Giacomo offre une collaboration directe au nouveau royaume d'Italie, qui est très bien reçu par Victor-Emmanuel II, qui le nomme en 1863 sénateur du royaume. Ses interventions parlementaires et ses prises de position nationalistes aboutissent à une demande de démission du Saint-Siège et à une interdiction de résider dans le diocèse. Au XXe siècle, on distingue la figure de Mgr Luigi Novello pendant l'occupation allemande. Virginio Dondeo, entreprend la reconstruction spirituelle et morale du diocèse, et Raffaele Pellecchia, devient par la suite archevêque coadjuteur de Sorrente, prend part au IIe concile œcuménique du Vatican.

### Diocèse de Caiazzo
Selon une ancienne légende populaire, l'évangélisation de la ville de Caiazzo est l'œuvre de l'apôtre saint Pierre ou de saint Prisque (it), l'un des septante disciples, qui aurait également été le premier évêque. Le premier évêque historiquement documenté est Ours, mentionné dans un décret de Jean de Capoue datant d'environ 966, dans lequel le métropolite capouan délimite les frontières du diocèse de Caiazzo. À sa mort, l'archevêque Gerberto et Pandolf Tête de Fer, prince de Capoue élisent Étienne Minicillo (it), ancien recteur de l'église du Très-Saint-Sauveur à Capoue. Le même archevêque métropolitain le consacre évêque le 1er novembre 979 et reconfirme par un acte public et solennel les limites du diocèse de Caiazzo par une bulle qui est le véritable acte de constitution officielle du diocèse de Caiazzo per apostolicam istitutionem suo archepiscopatui subiecta.
Après Étienne Minicillo, on peut nommer Ferdinand de Cajazzo, d'origine espagnole, évêque de 1070 à 1082 ; Constantin, documenté à la fin du XIe siècle à l'occasion de la translation des reliques de saint Menna, dont le récit fournit les premières informations sur la cathédrale ; Statius, reçoit en 1133 du pape Innocent II une bulle de confirmation de ses privilèges et de ses droits sur le diocèse ; Guillaume Ier, qui est déposé en 1166 par le pape Alexandre III pour simonie ; Guillaume II, qui prend part au troisième concile du Latran de 1179 ; Doferio, nommé en 1189 à l'archidiocèse de Bari-Bitonto. Au XVe siècle, en phase avec l'apogée du fief de Caiazzo, le diocèse connaît une période caractérisée par de grands évêques. La déchéance ultérieure de l'importance féodale de Caiazzo coïncide avec les noms de prélats appartenant à des familles nobles de moins en moins visibles, par rapport aux événements globaux du royaume de Naples. Oratio Acquaviva d'Aragona et Paolo Filomarino sont les derniers évêques à être des descendants de grandes lignées.
Fabio Mirto Frangipane (1537-1572), secrétaire du concile de Trente et fondateur du séminaire diocésain en 1564 se distingue particulièrement au XVIe siècle ; et Ottavio Mirto Frangipani (1572-1592), qui après avoir été évêque de Caiazzo, fait une carrière ecclésiastique comme abbé de San Benedetto di Capua, gouverneur de Bologne puis nonce apostolique à Cologne et enfin archevêque de Taranto. Au cours du XVIIe siècle, il convient de mentionner l'évêque Filippo Benedetto (1623-1641) à la fois pour son talent de pasteur et pour avoir construit les remparts de la ville à ses frais ; il est également responsable de la restauration et de l'agrandissement du séminaire, qui est ensuite restauré par Giacomo Falconi en 1721. Entre le XVIIIe et le  XIXe siècle, le diocèse vit une période de vacance de plus de trente ans. Ce sont les prémisses de sa suppression, décidée par le pape Pie VII par la bulle De utiliori du 27 juin 1818 où le diocèse de Caiazzo est uni au diocèse de Caserte.
L'archevêque de Capoue, Francesco Serra-Cassano, tente de restaurer l'ancien siège ; en août 1831, les fidèles de Caiazzo s'adressent au roi de Naples Ferdinand II pour la restauration de leur diocèse supprimé. Le souverain juge bon de s’adresser à l’archevêque métropolitain de Capoue, seul compétent pour résoudre cette question délicate. Francesco Serra-Cassano, un mois après sa création comme cardinal, prend l'affaire très au sérieux et s'occupe avec détermination du siège apostolique pendant dix-huit ans. Le 16 décembre 1849, par la bulle Si semper optandum, le pape Pie IX rétablit le diocèse de Caiazzo, le déclarant suffragant de l'archidiocèse de Capoue. Par la même bulle, le pape Pie IX nomme l'archevêque de Capoue administrateur apostolique du diocèse de Caiazzo, qui s'engage à verser une pension annuelle de 3000 ducats à l'évêque de Caserte. Deux ans plus tard, le 15 mars 1852, Gabriele Ventriglia, ancien évêque de Crotone, premier évêque du diocèse restauré, est consacré évêque par le même cardinal Serra-Cassano dans la cathédrale de Capoue le 24 juin 1849. L'évêque Nicola Maria Di Girolamo, évêque de 1922 à 1963, a un impact considérable sur le diocèse de Caiazzo. Son épiscopat couvre la période difficile de la Seconde Guerre mondiale. Il célèbre deux synodes et deux congrès eucharistiques. Avant sa mort, Di Girolamo participe aux premières sessions du IIe concile œcuménique du Vatican. Après sa mort en 1963, le diocèse est confié à Tommaso Leonetti, archevêque de Capoue, comme administrateur apostolique.

## Diocèse d'Alife-Caiazzo
Entre les années soixante et soixante-dix, les deux diocèses restent vacants jusqu'au 8 avril 1978, date à laquelle Angelo Campagna est nommé évêque des deux sièges unissant les deux diocèses in persona episcopi. Le 13 avril 1979, les deux diocèses deviennent une partie de la province ecclésiastique de l'archidiocèse de Naples. Le 30 septembre 1986, en vertu du décret Instantibus votis de la congrégation pour les évêques, Alife et Caiazzo sont pleinement unis et la circonscription ecclésiastique prend son nom actuel. En octobre 2016, un synode diocésain est organisé et se termine en septembre 2017.

## Sources
- « Diocese of Alife-Caiazzo »